# Kispiricsi faluvégen
A Kispiricsi faluvégen kezdetű magyar népdalt Schneider Lajos gyűjtötte Mohácson 1938-ban. Két szólamú kánonban is énekelhető.
Feldolgozás:
| Szerző            | Mire          | Mű                    | Megjegyzés                                                                    |
| ----------------- | ------------- | --------------------- | ----------------------------------------------------------------------------- |
| Szervánszky Endre | ének, zongora | Kispiricsi faluvégen  |                                                                               |
| Petres Csaba      | két furulya   | Tarka madár, 9. kotta |                                                                               |
| Kugli             | rockzenekar   | Kispiricsi            | A népdal szövegét a Black Sabbath Paranoid című dalának zenéjére alkalmazták. |
| Blues Company     | rockzenekar   | Kispirics             | A Kugli feldolgozásának továbbgondolása vulgáris szöveggel.                   |

## Kotta és dallam
| Kispiricsi faluvégen folyik el a kanális, enyém leszel, kisangyalom, ha bánja az anyád is. Cin, cin, cillárom, de beteg a virágom, cin, cin, cillárom, de beteg a virágom. | Mind megitták a pálinkát, nem tudtak hazamenni, kispiricsi faluvégen kocsit kellett fogadni. Cin, cin, … |

## Felvételek
- Kispiricsi faluvégen. Magyarnóta (Hozzáférés: 2016. április 10.) (kotta, szöveg, audió)
- Magyar népdalok - Kispiricsi falu végén. Magyar Rádió Gyermekkórusa Csányi László vezényletével  YouTube (1970. május 12.)  (Hozzáférés: 2016. április 10.) (audió)
- Kispiricsi falu végén. cimbalom.nl (Hozzáférés: 2016. április 10.) (audió) arch
- Kispiricsi faluvégén. Budapesti Cigányzenekar  YouTube (1964. március 11.)  (Hozzáférés: 2016. április 10.) (audió)
- Kispiricsi faluvégen. Ovitévé  YouTube (2012. szeptember 24.)  (Hozzáférés: 2016. április 10.) (videó)
- Kispiricsi falu végén. Gémes Trió  YouTube (1989. június 21.)  (Hozzáférés: 2016. április 10.) (audió)

## Kapcsolódó lapok
- fiktív helynevek Magyarországon